# Kenneth Clark

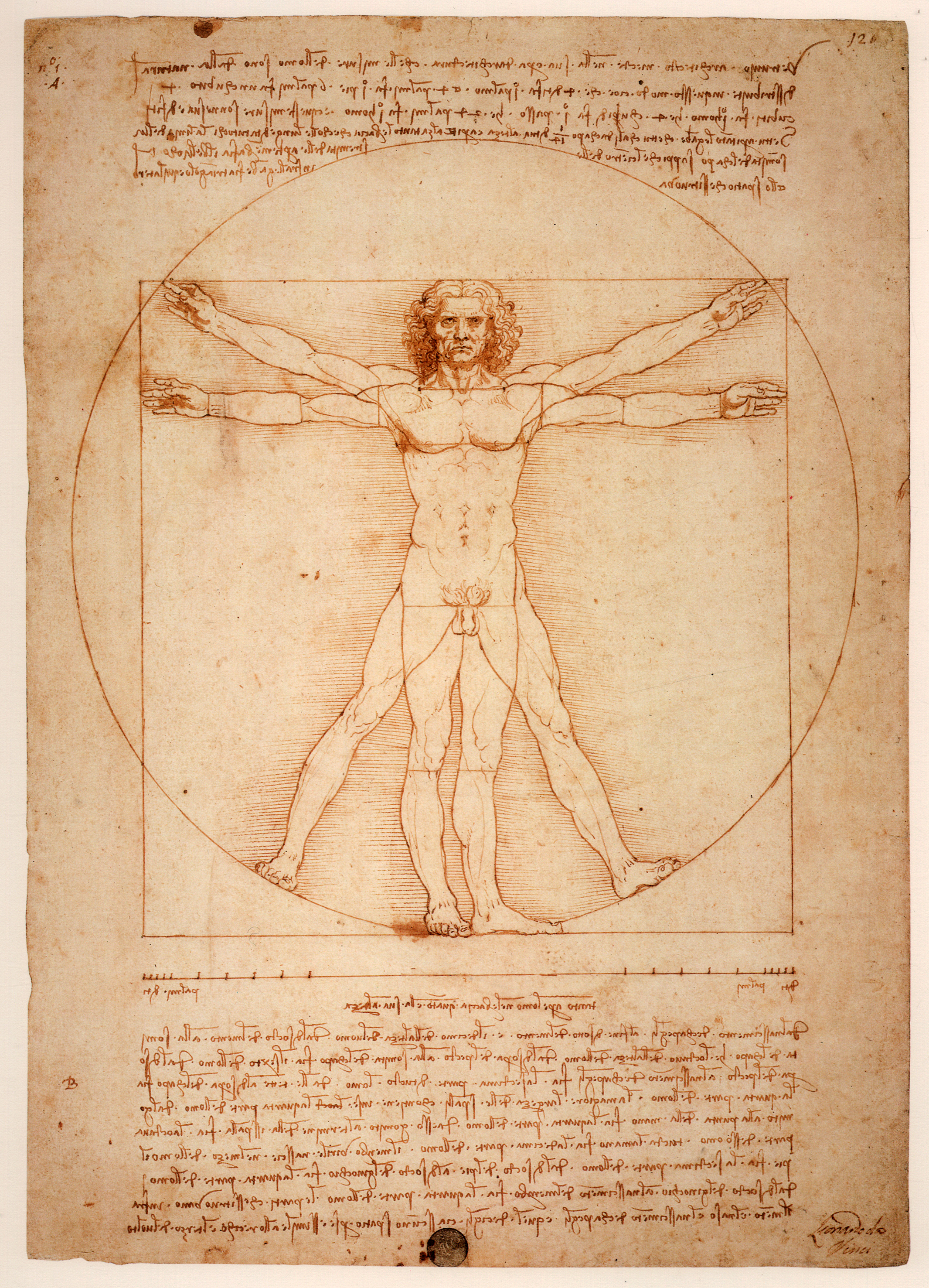
Hombre Vitruviano. Leonardo da Vinci

Kenneth McKenzie Clark, Baron Clark of Saltwood (Londres, 13 de junio de 1903-Hythe, 21 de mayo de 1983) fue un historiador del arte británico.
Efectuó estudios primarios en Winchester y secundarios en el Trinity College de Oxford, que se completaron con una estancia en Florencia en 1926, donde profundizó sus conocimientos sobre arte gótico y renacentista. Entre 1934-1945 asumió la dirección de la National Gallery de Londres, así como la superintendencia de la Royal Collection.
En 1946 se convirtió en profesor de historia del arte en la Universidad de Oxford. Destacó por su actividad como ensayista y divulgador, tanto en libros como en medios de comunicación. En 1969 alcanzó fama internacional con Civilisation: A Personal View, una serie producida por la BBC. Fue rector de la Universidad de York entre 1967 y 1978, y miembro del consejo del British Museum. 
En 1938 fue nombrado caballero comendador de la Orden del Baño, y en 1968 le fue otorgado un pariato vitalicio como Barón Clark de Saltwood en el Condado de Kent, y recibió la Orden del Mérito en 1976.

## Vida y carrera

### Primeros años
Clark nació en el número 32 de Grosvenor Square, Londres, el único hijo de Kenneth Mackenzie Clark (1868-1932) y su esposa, (Margaret) Alice, hija de James McArthur de Mánchester. Los Clark eran una familia escocesa que se había enriquecido en el comercio textil. El tatara-tatarabuelo de Clark inventó el carrete de algodón, y la Compañía Clark Thread de Paisley se había convertido en un negocio importante. Kenneth Clark padre trabajó brevemente como director de la empresa y se retiró a los veinticinco años como miembro de los "ricos ociosos", como luego lo expresó Clark hijo: aunque "muchas personas eran más ricas, puede haber pocas que fueran tan holgazanas". Los Clark mantenían casas de campo en Sudbourne Hall, Suffolk, y en Ardnamurchan, Argyll, e invernaban en la Riviera francesa. Kenneth padre era deportista, jugador, un excéntrico y gran bebedor. Clark tenía poco en común con su padre, aunque siempre le tuvo cariño. Alice Clark era tímida y distante, pero su hijo recibió afecto de una devota niñera.
Hijo único y no especialmente cercano a sus padres, el joven Clark tuvo una niñez que solía ser solitaria, pero en general era feliz. Más tarde recordó que solía dar largas caminatas, hablando consigo mismo, un hábito que creía que le era útil como locutor: "La televisión es una forma de soliloquio". En una escala modesta, Clark padre recolectó fotos, y al joven Kenneth se le permitió reorganizar la colección. Desarrolló un talento competente para el dibujo, por el que más tarde ganó varios premios como alumno. Cuando tenía siete años fue llevado a una exposición de arte japonés en Londres, que fue una influencia formativa en sus gustos artísticos; recordó, "lleno de placer, sentí que había entrado en un mundo nuevo".

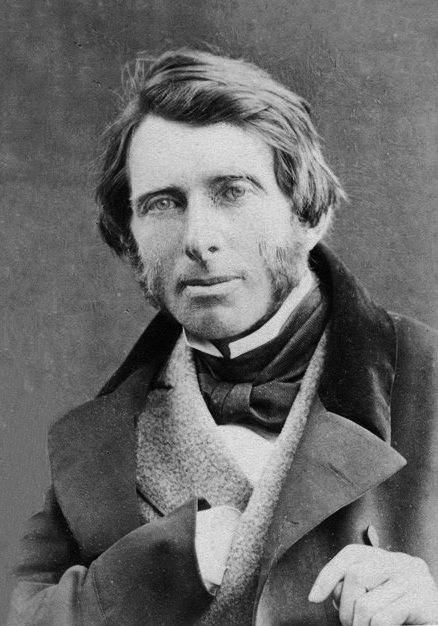
John Ruskin 1863

Clark fue educado en la Escuela Wixenford y, desde 1917 hasta 1922, en el Colegio Winchester. Este último era conocido por su rigor intelectual y, para consternación de Clark, su entusiasmo por los deportes, pero también alentó a sus alumnos a desarrollar intereses en las artes. El director, Montague Rendall, era un devoto de la pintura y escultura italiana, e inspiró a Clark, entre muchos otros, a apreciar las obras de Giotto, Botticelli, Bellini y sus compatriotas. La biblioteca de la escuela contenía los escritos recopilados de John Ruskin, que Clark leyó con avidez, y que lo influyeron por el resto de su vida, no solo en sus juicios artísticos sino también en sus creencias políticas y sociales progresistas.
De Winchester, Clark ganó una beca para Trinity College de Oxford, donde estudió historia moderna. Se graduó en 1925 con un título de honores de segunda clase. En el Oxford Dictionary of National Biography, Sir David Piper comenta que se esperaba que Clark obtuviera un título de primera clase, pero que no se había aplicado a sí mismo a sus estudios históricos: "sus intereses ya habían pasado definitivamente al estudio del arte".

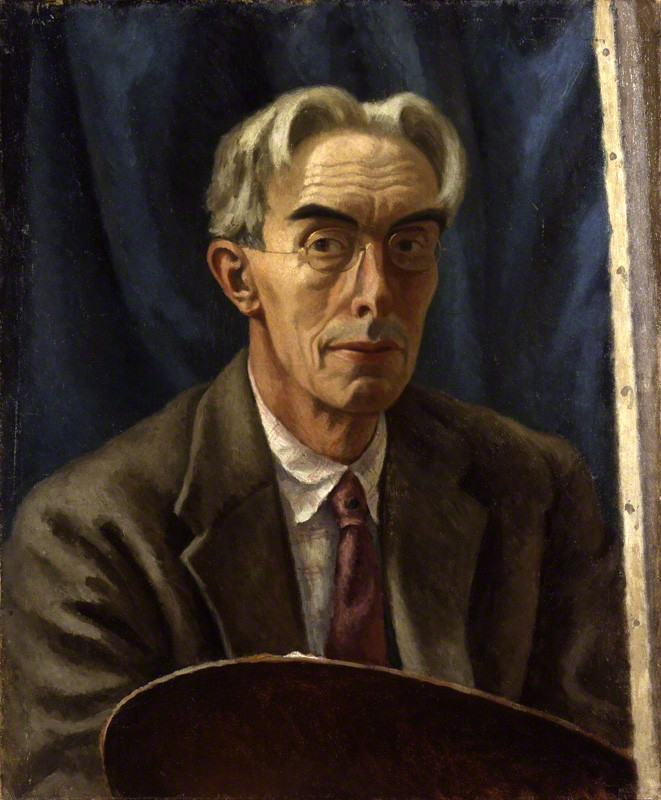
Roger Fry, 1930-1934

Mientras estaba en Oxford, Clark quedó muy impresionado por las conferencias de Roger Fry, el influyente crítico de arte del Círculo de Bloomsbury que realizó las primeras exposiciones post-impresionistas en Gran Bretaña. Bajo la influencia de Fry, desarrolló una comprensión de la pintura francesa moderna, particularmente la obra de Cézanne. Clark atrajo la atención de Charles F. Bell (1871-1966), Guardián del Departamento de Bellas Artes del Museo Ashmolean. Bell se convirtió en un mentor para él y sugirió que para su tesis B Litt Clark debería escribir sobre el renacimiento gótico en la arquitectura. En ese momento era un tema profundamente pasado de moda; no se había publicado ningún estudio serio desde el siglo diecinueve. Aunque el área principal de estudio de Clark fue el Renacimiento, su admiración por Ruskin, el defensor más destacado del estilo neogótico, lo llevó al tema. No completó la tesis, pero luego convirtió sus investigaciones en su primer libro de larga duración, The Gothic Revival (1928). En 1925, Bell presentó a Clark a Bernard Berenson , un estudioso influyente del Renacimiento italiano y consultor de importantes museos y coleccionistas. Berenson estaba trabajando en una revisión de su libro Dibujos de los pintores florentinos e invitó a Clark a ayudar. El proyecto tomó dos años, superponiéndose con los estudios de Clark en Oxford.

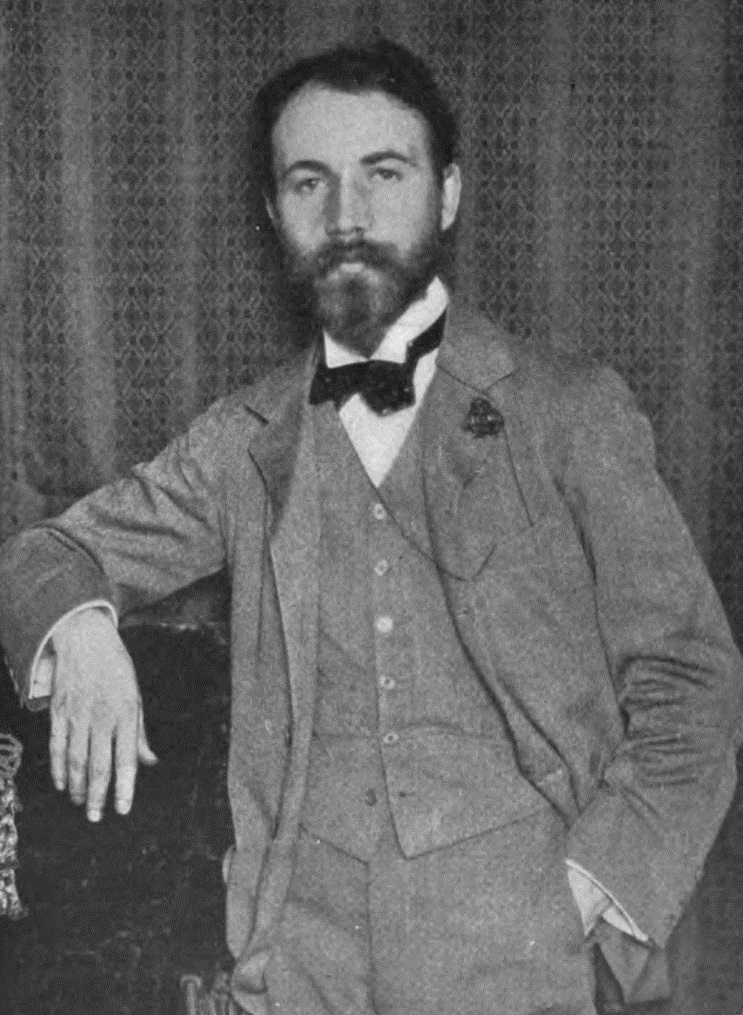
Bernard Berenson

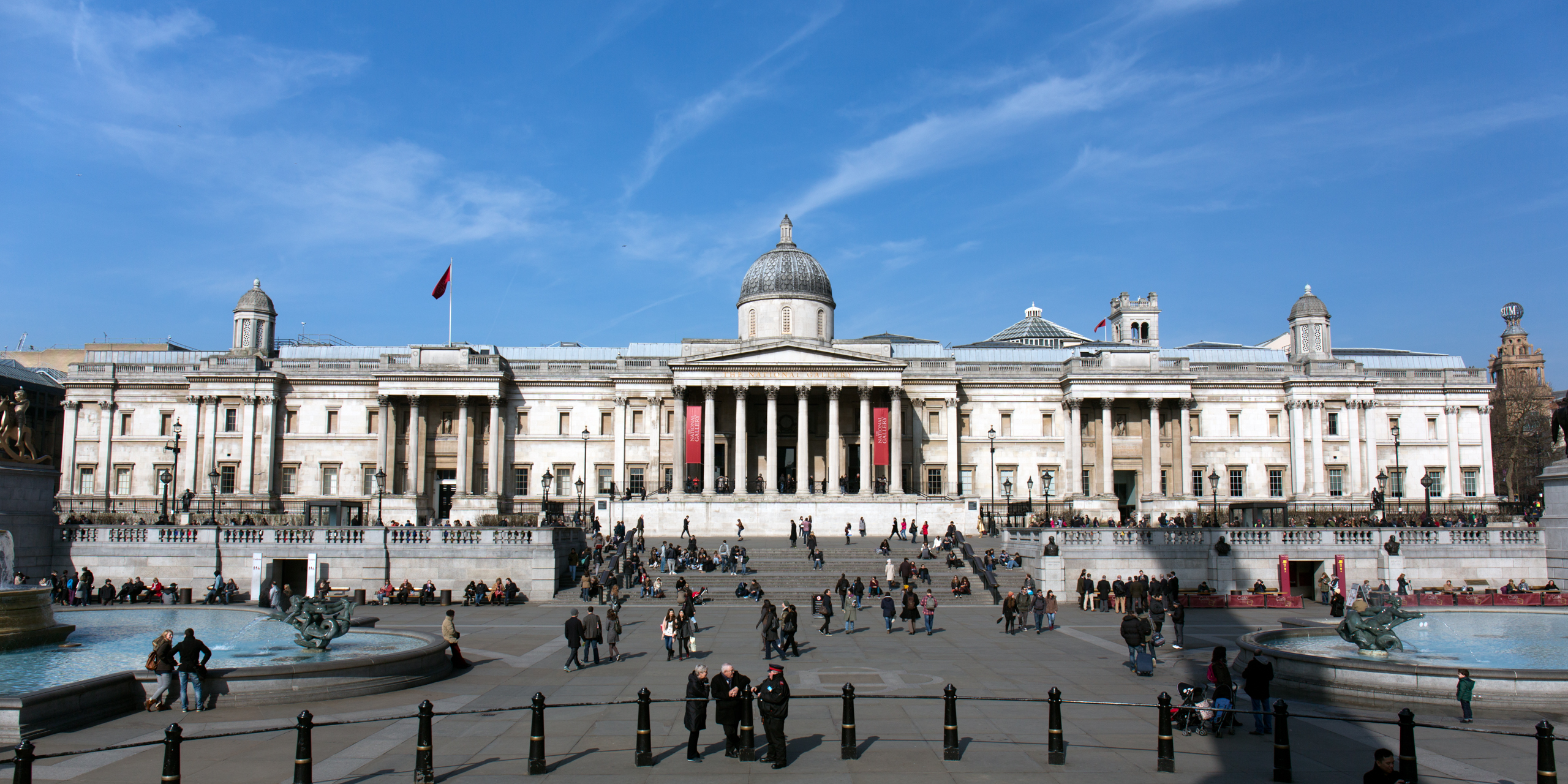
La National Gallery, Trafalgar Square, Londres (fotografía de 2013)

### Carrera temprana

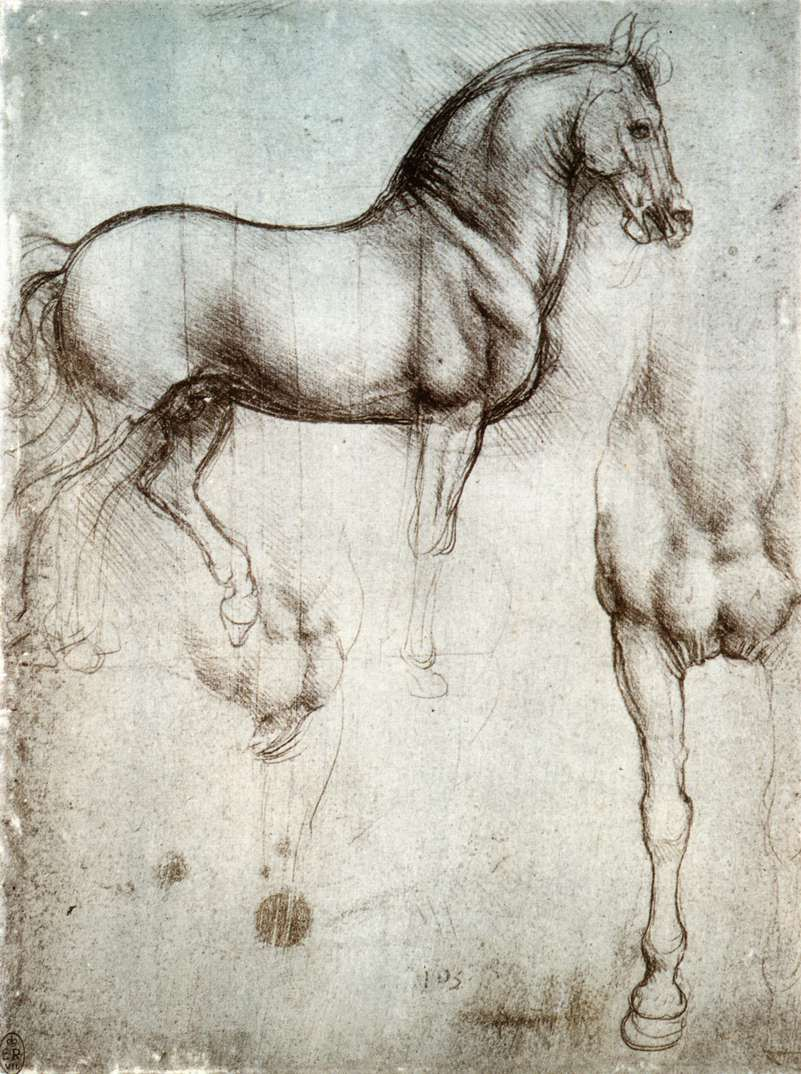
Estudio de caballo. Leonardo. Castillo de Windsor

En 1929, como resultado de su trabajo con Berenson, Clark fue elegido para catalogar la extensa colección de dibujos de Leonardo da Vinci en el Castillo de Windsor. En el mismo año fue el organizador conjunto de una exposición de pintura italiana que se inauguró en la Royal Academy el 1 de enero de 1930. Él y su coorganizador Lord Balniel lograron obras maestras nunca vistas antes de fuera de Italia, muchas de ellas de colecciones privadas. La exposición cubrió el arte italiano "de Cimabue a Segantini" - desde mediados del siglo XIII hasta finales del siglo XIX. Fue recibida con aclamaciones públicas y críticas, y elevó el perfil de Clark, pero se arrepintió del valor propagandístico derivado de la exhibición del dictador italiano Benito Mussolini, quien había ayudado en la disponibilidad de tantas pinturas solicitadas. Varias figuras importantes del mundo del arte británico desaprobaron la exposición; Bell estaba entre ellos, pero sin embargo continuó considerando a Clark como su sucesor favorito en el Ashmolean.
Clark no estaba convencido de que su futuro estaba en la administración; le gustaba escribir, y hubiera preferido ser un erudito en lugar de un director de museo. Sin embargo, cuando Bell se retiró en 1931, Clark aceptó sucederlo en el Ashmolean. Durante los siguientes dos años, Clark supervisó la construcción de una extensión del museo para proporcionar un mejor espacio para su departamento. El desarrollo fue posible gracias a un benefactor anónimo, posteriormente revelado como el propio Clark. Un conservador posterior del museo escribió que Clark sería recordado por su tiempo allí, "cuando, con su mezcla característica de arrogancia y energía, transformó tanto las colecciones como su exhibición".

### Periodo en la National Gallery
En 1933, el director de la National Gallery de Londres, Sir Augustus Daniel, tenía sesenta y siete años y se jubilaría a fin de año. Su asistente de dirección, W. G. Constable, que había estado en la línea para sucederlo, se había trasladado al nuevo Courtauld Institute of Art como su director en 1932. El historiador Peter Stansky escribe que la trastienda de la Galería Nacional "estaba en una confusión considerable, el personal y los fideicomisarios estaban en un estado de guerra constante entre ellos". El presidente de los síndicos, Lord Lee, convenció al primer ministro, Ramsay MacDonald, que Clark sería el mejor nombramiento, aceptable para el personal profesional y los fideicomisarios, y capaz de restablecer la armonía. Cuando recibió la oferta del puesto de MacDonald, Clark no se mostró entusiasta. Se consideraba demasiado joven, de 30 años, y una vez más se sentía dividido entre una carrera académica y una carrera administrativa. Aceptó la dirección, aunque, como escribió a Berenson, "entre el cargo de gerente de una gran tienda departamental, tendré que ser un animador profesional de las clases terratenientes y oficiales". [30]
Aproximadamente al mismo tiempo que aceptaba la oferta de la dirección de MacDonald, Clark había rechazado una oferta de las autoridades del rey George V para suceder a C. H. Collins Baker como Surveyor of the King's Pictures. Sintió que no podía hacer justicia al puesto junto con sus nuevos deberes en la galería. El rey, decidido a triunfar donde su equipo había fallado, fue con la reina María a la National Gallery y persuadió a Clark para que cambiara de opinión. El nombramiento fue anunciado en The London Gazette en julio de 1934; Clark ocupó el cargo durante los próximos diez años.
Clark quería que las bellas artes estuvieran al alcance de todos, y mientras estaba en la National Gallery ideó muchas iniciativas con este objetivo en mente. En un editorial, The Burlington Magazine dijo: "Clark puso toda su visión e imaginación para hacer de la National Gallery un lugar más simpático en el que el visitante pudiera disfrutar de una gran colección de pinturas europeas". Cambió la disposición de las pinturas en las salas y los marcos fueron mejorados; hacia 1935 había logrado la instalación de un laboratorio e introdujo la iluminación eléctrica, lo que hizo posible la apertura nocturna por primera vez. Se inició un programa de limpieza, a pesar de las críticas esporádicas de los que se oponían en principio a la limpieza de imágenes antiguas. Experimentalmente, el cristal fue retirado de algunas imágenes. En varios años la galería abrió dos horas antes de lo habitual el día de la final de la FA Cup, para beneficio de las personas que iban a Londres para el partido.
Clark escribió y dio una conferencia durante la década. El catálogo anotado de la colección real de los dibujos de Leonardo da Vinci, en el que había comenzado a trabajar en 1929, se publicó en 1935, con críticas altamente favorables; ochenta años después, Oxford Art Online lo llamó "un trabajo de investigación firme, cuyas conclusiones han resistido la prueba del tiempo". Otra publicación de Clark de 1935 ofendió a algunos en la vanguardia: un ensayo, publicado en The Listener, "The Future of Painting", en el que reprendía a los surrealistas por una parte y a los artistas abstractos por la otra por afirmar que representaban el futuro del arte. Él juzgó a ambos como demasiado elitistas y demasiado especializados - "el final de un período de autoconciencia, endogamia y agotamiento". Sostuvo que el buen arte debe ser accesible para todos y debe estar arraigado en el mundo observable. Durante la década de 1930, Clark tenía una gran demanda como conferenciante, y frecuentemente usaba su investigación para sus charlas como base de sus libros. En 1936 dio las conferencias Ryerson en la Universidad de Yale y de estas vino su estudio sobre Leonardo, publicado tres años después; que también atrajo mucho elogio, en el momento y posteriormente.

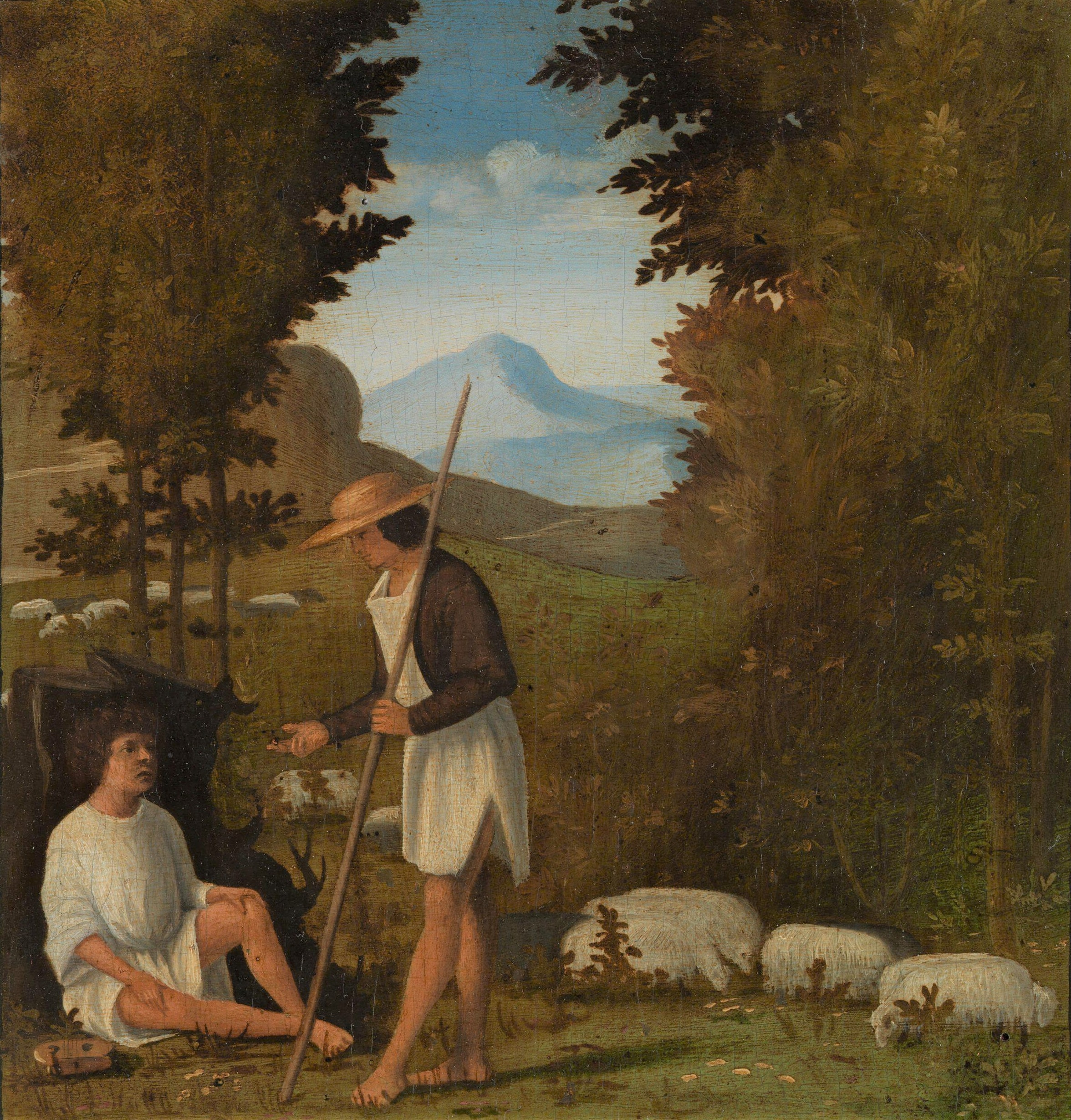
Escenas de las Églogas de Tebaldeo de Andrea Previtali

La revista Burlington, recordando el tiempo de Clark en la Galería, destacó entre las obras adquiridas bajo su dirección los siete paneles que forman el Retablo de San Sepolcro de Sassetta del siglo XV, cuatro obras de Giovanni di Paolo del mismo período, la obra de Niccolò dell'Abate La muerte de Eurídice del siglo XVI y la de Ingres Madame Moitessier, del siglo XIX. Otras adquisiciones importantes, enumeradas por Piper, fueron Watering Place de Rubens, de Constable, Hadleigh Castle, de Rembrandt, Saskia como Flora y de Poussin, The Adoration of the Golden Calf.
Uno de los actos menos exitosos de Clark como director fue comprar cuatro pinturas de principios del siglo XVI, ahora conocidas como Escenas de las Églogas de Tebaldeo. Las vio en 1937 en posesión de un comerciante en Viena, y en contra de los consejos unificados de su personal profesional, convenció a los fideicomisarios para que las compraran. Él creía que eran de Giorgione, cuyo trabajo no estaba representado adecuadamente en la galería en ese momento. Los fideicomisarios autorizaron el gasto de 14.000 libras de fondos públicos y las pinturas se exhibieron en la galería con considerable fanfarria. Su personal no aceptó la atribución a Giorgione, y en un año la investigación académica estableció las pinturas como el trabajo de Andrea Previtali, uno de los contemporáneos menores de Giorgione. La prensa británica protestó por el derroche del dinero de los contribuyentes, la reputación de Clark sufrió un golpe considerable, y sus relaciones con su equipo profesional, ya incómodas, se tensaron aún más.

### Tiempo de guerra

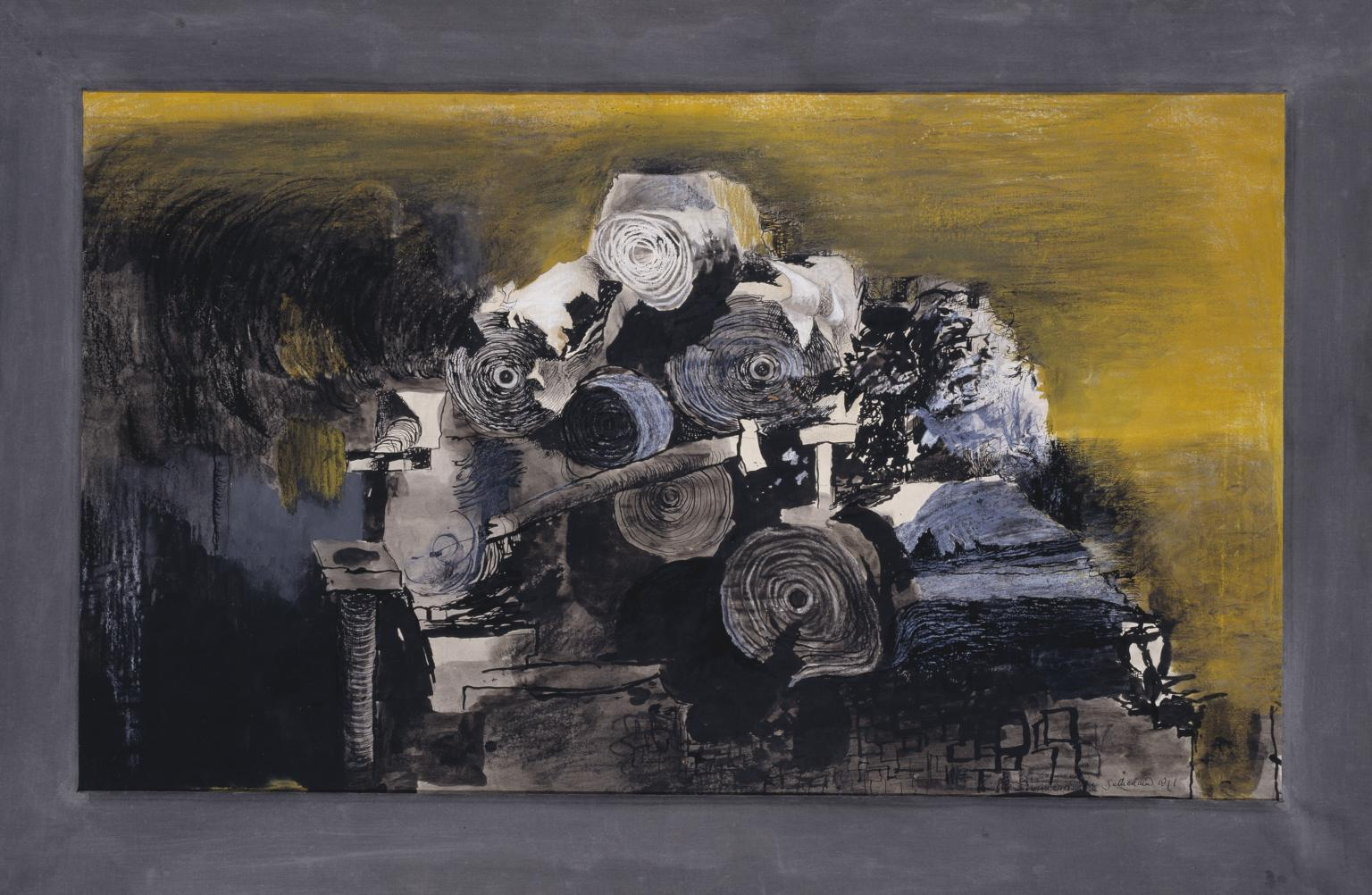
Devastation, 1941, East End, Burnt Paper Warehouse por Graham Sutherland (Tate N05737)

El acercamiento de la guerra con Alemania en 1939 obligó a Clark y sus colegas a considerar cómo proteger la colección de la Galería Nacional de los bombardeos. Se acordó que todas las obras de arte deben ser trasladadas fuera del centro de Londres, donde eran muy vulnerables. Una sugerencia fue enviarlas a Canadá para su custodia, pero Clark estaba preocupado por la posibilidad de ataques submarinos contra los barcos que llevaban la colección al otro lado del Atlántico, y no se disgustó cuando el primer ministro, Winston Churchill, vetó la idea diciendo: "Ocultarlos en cuevas y bodegas, pero ni una sola imagen debe abandonar esta isla ". Una mina de pizarra en desuso cerca de Blaenau Ffestiniog en el norte de Gales fue elegida como almacén. Para proteger las pinturas se construyeron compartimentos de almacenamiento especiales, y desde un cuidadoso monitoreo de la colección, se hicieron descubrimientos sobre el control de la temperatura y la humedad que beneficiaron su cuidado y exhibición cuando regresaron a Londres después de la guerra.

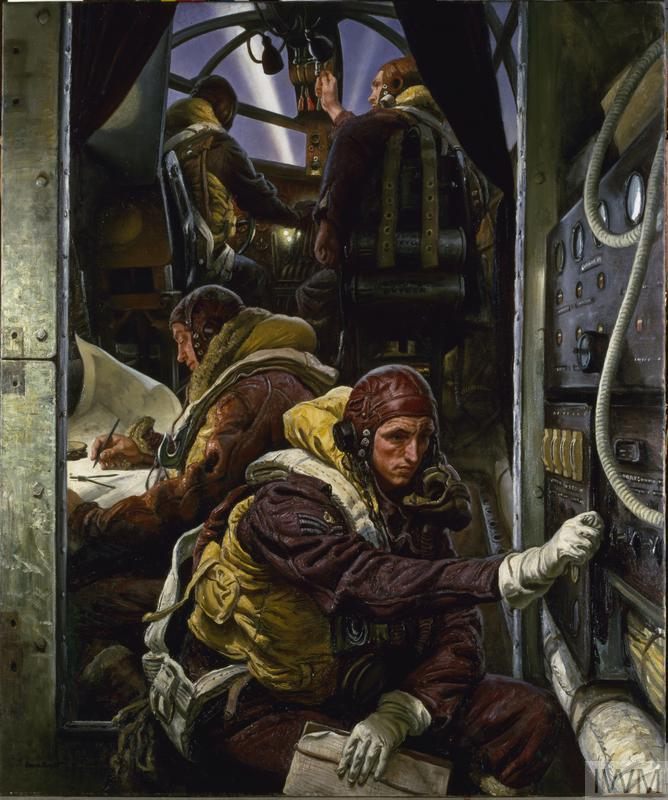
Take Off (1943) Laura Knight

Con una galería vacía para presidir, Clark contempló el voluntariado para la Royal Naval Volunteer Reserve, pero fue reclutado, por instigación de Lord Lee, en el recientemente formado Ministerio de Información, donde fue puesto a cargo de la división de cine, y fue más tarde promovido para ser controlador de la publicidad en el hogar. Creó el Comité Asesor de Artistas de Guerra y persuadió al gobierno para que empleara a artistas en cantidades considerables. Hubo hasta doscientos comprometidos bajo la iniciativa de Clark. Los designados "artistas oficiales de la guerra" incluyen a Edward Ardizzone, Paul y John Nash, Mervyn Peake, John Piper y Graham Sutherland. [46] Los artistas empleados en contratos a corto plazo incluyen a Jacob Epstein, Laura Knight, L. S. Lowry, Henry Moore y Stanley Spencer. [47]
Aunque las imágenes estaban almacenadas, Clark mantuvo la Galería Nacional abierta al público durante la guerra, y auspició una serie célebre de conciertos a la hora del almuerzo y de la tarde. Fueron inspiración de la pianista Myra Hess, cuya idea Clark saludó con deleite, como una forma adecuada para que el edificio sea "usado nuevamente para sus verdaderos propósitos, el disfrute de la belleza". No había reserva previa, y la audiencia era libre de comer sus sándwiches y entrar o salir durante los descansos en la presentación. Los conciertos fueron un éxito inmediato y enorme. The Musical Times comentó: "Innumerables londinenses y visitantes de Londres, civiles y de servicio, llegaron a ver los conciertos como un paraíso de cordura en un mundo angustiado". Se dieron 1.698 conciertos a una audiencia total de más de 750.000 personas. Entre los artistas que participaron además de Hess se pueden citar a la contralto alemana Elena Gerhardt, el Cuarteto Griller y la gran pianista Nina Milkina.
Clark instituyó una atracción pública adicional con una imagen destacada mensual traída del almacenamiento y expuesta junto con material explicativo. La institución de la "imagen del mes" se mantuvo después de la guerra y, continúa hasta nuestros días.

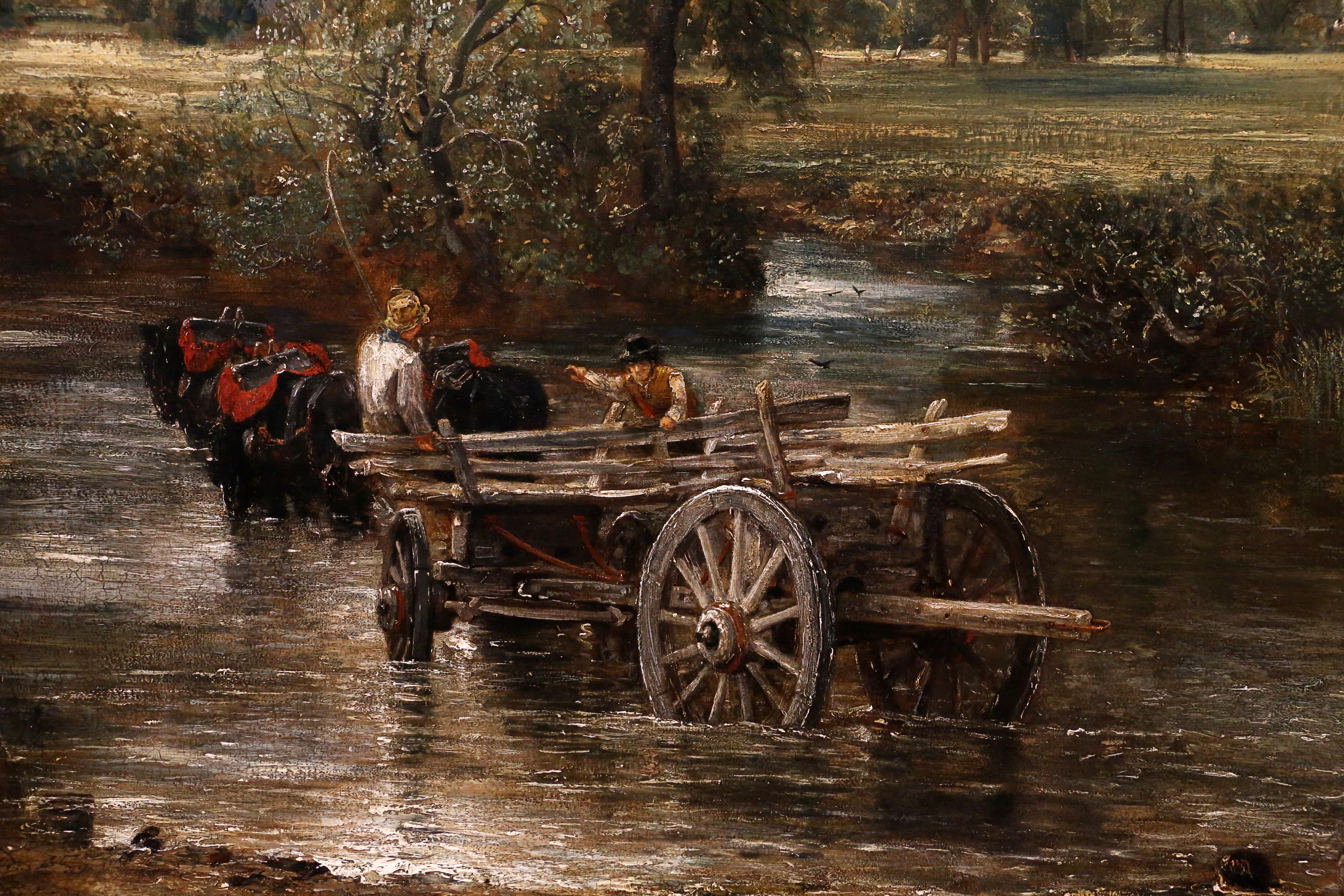
John Constable. El carro de heno, detalle.

En 1945, después de supervisar el regreso de las colecciones a la National Gallery, Clark renunció como director, con la intención de dedicarse a la escritura. Durante los años de la guerra, había publicado poco. Para la galería escribió un pequeño volumen sobre La carreta de heno de Constable (1944); de una conferencia que dio en 1944, publicó un breve tratado sobre On Painting (1944) de Leon Battista Alberti. El año siguiente contribuyó con una introducción y notas a un volumen sobre pinturas florentinas en una serie de libros de arte publicados por Faber y Faber. Las tres publicaciones sumaron menos de ochenta páginas entre ellas.

### La posguerra

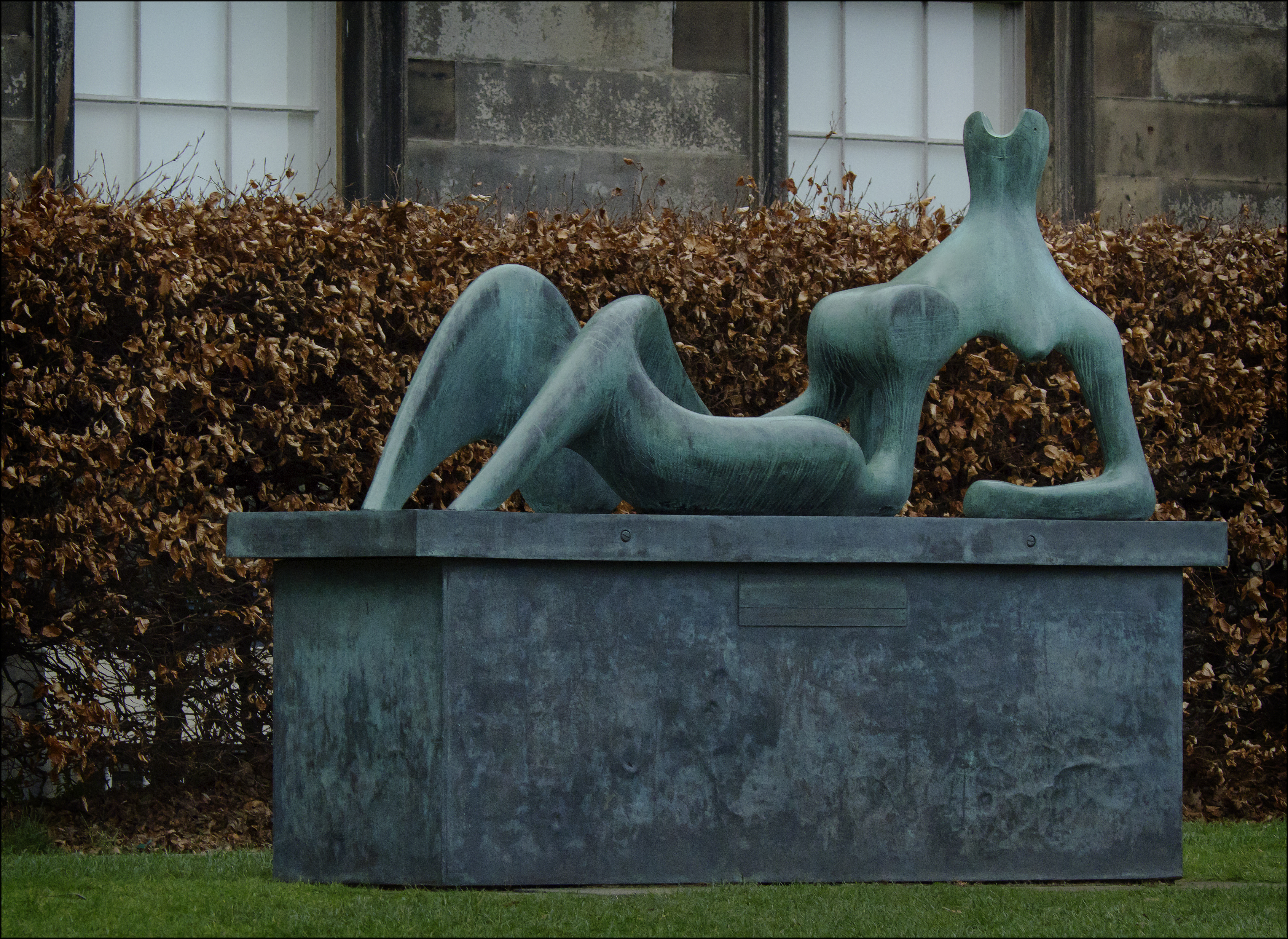
Henry Moore, Figura reclinada

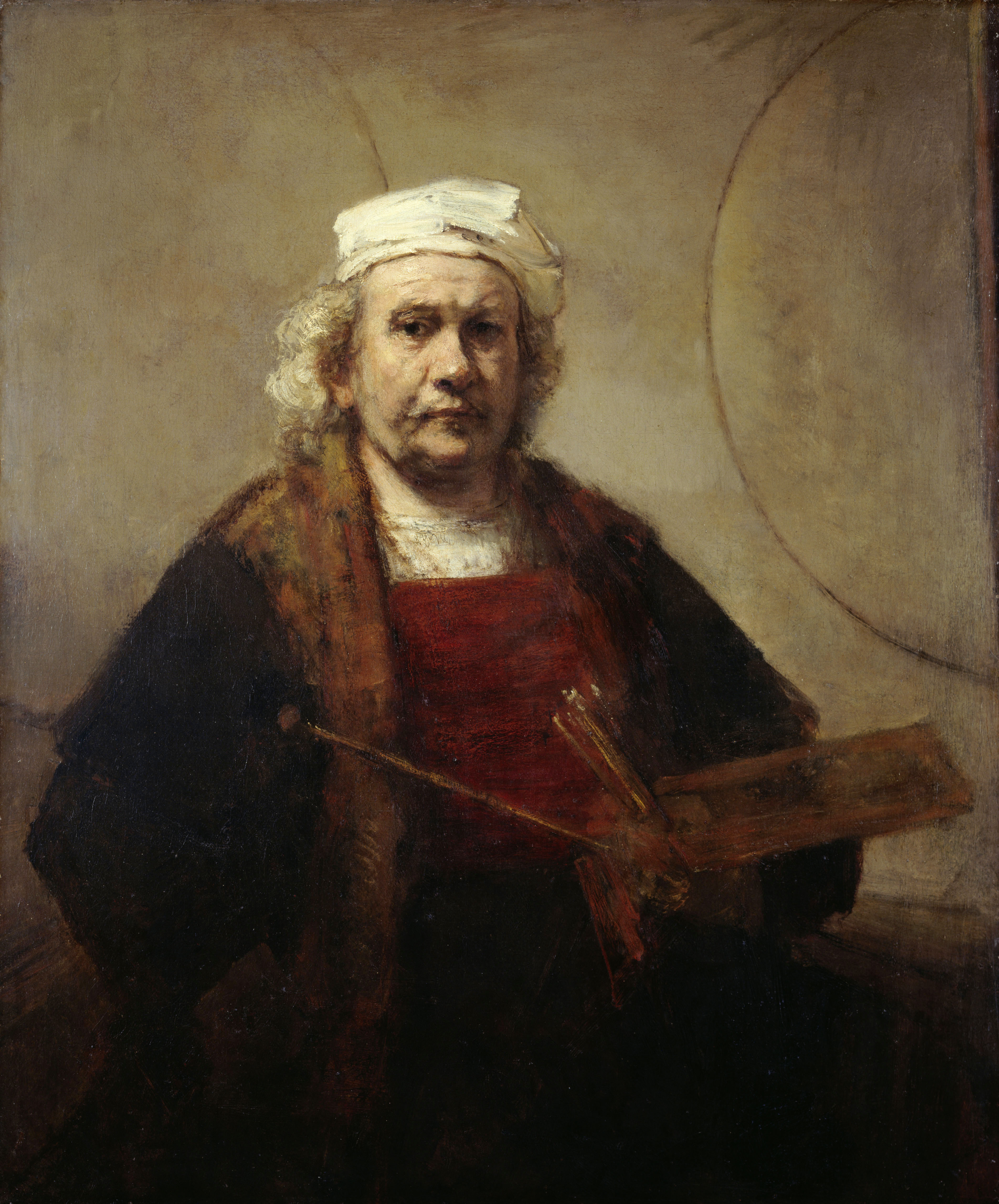
Rembrandt van rijn. Autorretrato

En julio de 1946, Clark fue nombrado profesor de la Cátedra Slade de Bellas Artes en Oxford por un período de tres años. El puesto requería que diera ocho conferencias públicas cada año sobre "Historia, teoría y práctica de las bellas artes". El primer titular de la cátedra fue Ruskin. Clark tomó como primer tema el periodo de titularidad de la Cátedra de Ruskin. James Stourton, biógrafo autorizado de Clark, juzga la cita como la más gratificante que haya tenido su tema, y observa cómo, durante este período, Clark se estableció como el conferenciante más codiciado de Gran Bretaña y escribió dos de sus mejores libros, Landscape into Art (1947) y Piero della Francesca (1951). Para entonces, Clark ya no anhelaba una carrera en la erudición pura, sino que consideraba que su función consistía en compartir su conocimiento y experiencia con el público en general. En 1961, cuando el nombramiento era por un período anual, Clark volvió a ser profesor de la Cátedra Slade en Oxford.
Clark sirvió en numerosos comités oficiales durante este período, y ayudó a organizar una exposición innovadora en París de obras de su amigo y protegido Henry Moore. Era más comprensivo con la pintura y la escultura modernas que con gran parte de la arquitectura moderna. Admiraba a Giles Gilbert Scott, Maxwell Fry, Frank Lloyd Wright, Alvar Aalto y otros, pero descubrió que muchos edificios contemporáneos eran mediocres. Clark había sido uno de los primeros en concluir que el clientelismo privado ya no podía apoyar las artes; durante la guerra había sido un miembro prominente del Consejo para el Fomento de la Música y las Artes, financiado por el Estado. Cuando fue reconstituido como el Arts Council of Great Britain en 1945, fue invitado a servir como miembro de su comité ejecutivo y como presidente del panel de arte del consejo.
En 1953, Clark se convirtió en el presidente del Consejo de las Artes. Ocupó el cargo hasta 1960, pero fue una experiencia frustrante para él; se encontró principalmente un mascarón de proa. Además, le preocupaba que la forma en que el consejo trató de financiar las artes estaba en peligro de dañar el individualismo de los artistas a los que apoyaba.

### Radiodifusión: administrador, 1954-1957

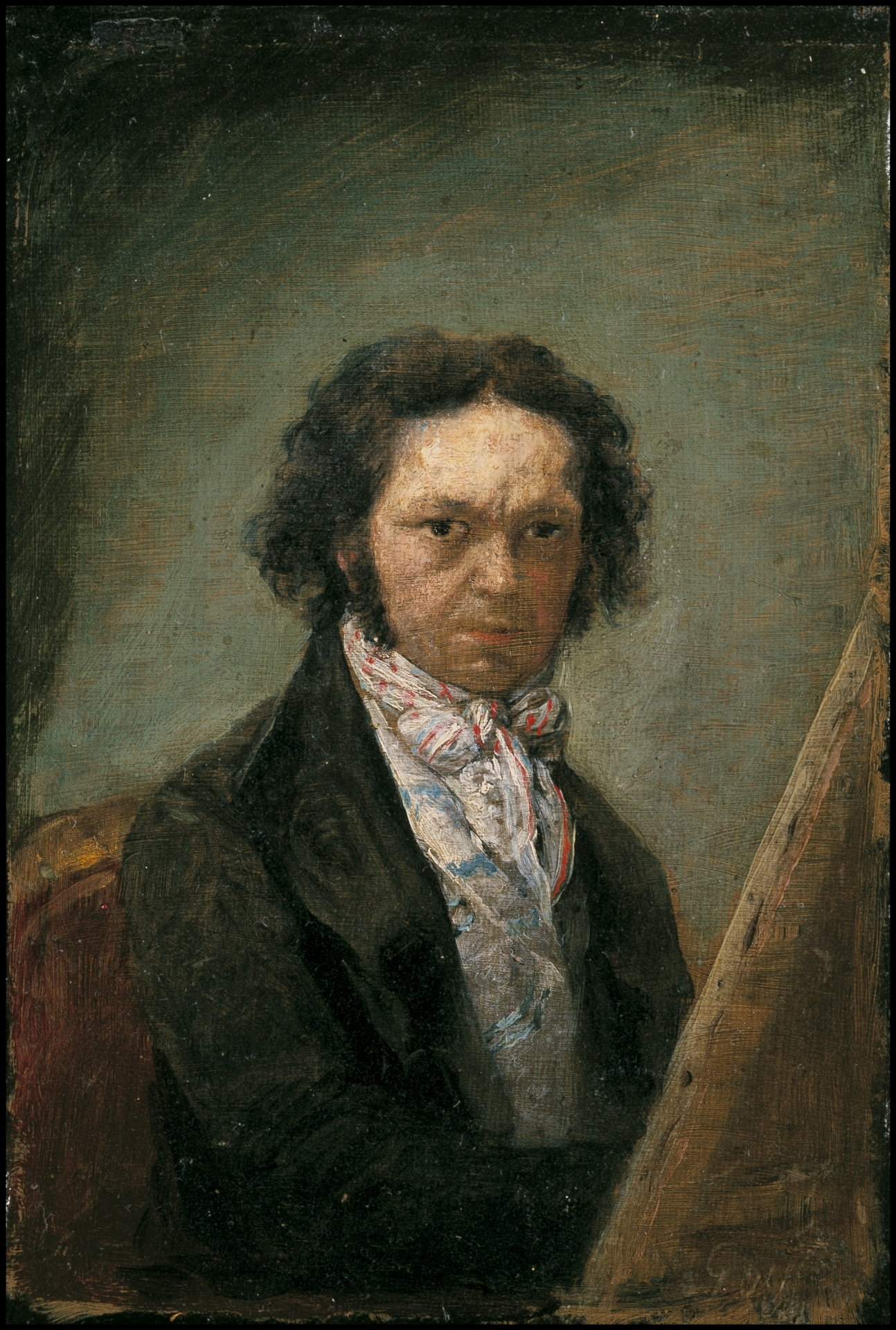
Autorretrato de Goya (1795)

Un año después de convertirse en presidente del Arts Council, Clark sorprendió a muchos y conmocionó a algunos al aceptar la presidencia de la nueva Independent Television Authority (ITA). Había sido establecida por el gobierno conservador para introducir a la ITV, televisión comercial, financiada por publicidad, como rival de la prestigiosa cadena pública British Broadcasting Corporation. Muchos de los que se oponían a la nueva emisora temían la vulgarización en la línea de la televisión estadounidense, y aunque el nombramiento de Clark tranquilizó a algunos, otros pensaron que su aceptación del puesto era una traición a los estándares artísticos e intelectuales.
Clark no era ajeno a la radiodifusión. Había aparecido en el aire con frecuencia desde 1936, cuando dio una conferencia de radio sobre una exposición de arte chino en Burlington House; el año siguiente hizo su debut en televisión, presentando pinturas florentinas de la National Gallery. [63] Durante la guerra apareció regularmente en The Brains Trust de la radio de la BBC. Mientras presidía la nueva ITA, por lo general se mantuvo alejado del aire y se concentró en mantener la nueva red en funcionamiento durante sus primeros años difíciles. Al final de su mandato de tres años como presidente, Clark fue aclamado como un éxito, pero en privado consideró que había muy pocos programas de alta calidad en emisión. Lew Grade, quien como presidente de Associated Television (ATV) tenía una de las franquicias de la ITV, tenía la firme convicción de que Clark debería hacer sus propios programas de arte, y tan pronto como Clark renunció como presidente en 1957, aceptó la invitación de Grade. Stourton comenta: "este fue el verdadero comienzo de su carrera más exitosa, como presentador de las artes en televisión".

### Radiodifusión: ITV, 1957-1966

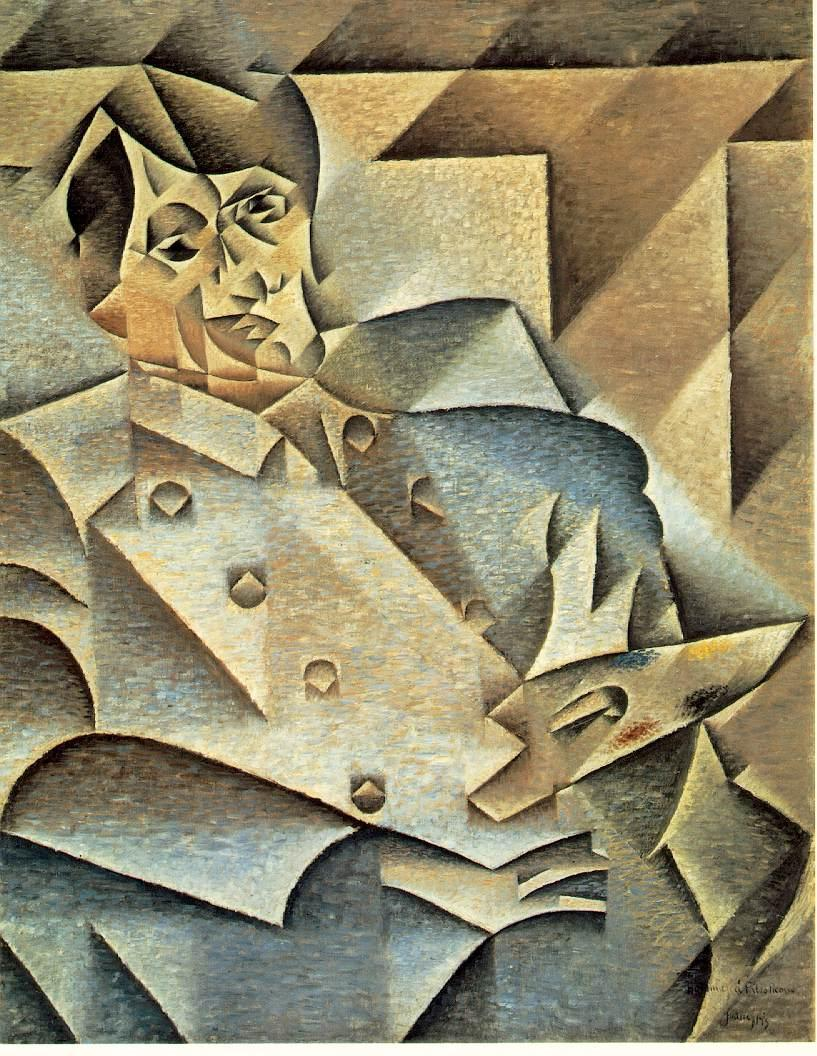
JuanGris. Retrato de Picasso

La primera serie de Clark para ATV, ¿Es necesario el arte ?, comenzó en 1958. Tanto él como la televisión encontraban su camino, y los programas en la serie iban desde los más rígidos y dirigidos al estudio hasta una película en la que Clark y Henry Moore recorrían el Museo Británico por la noche con antorchas. Cuando la serie llegó a su fin en 1959, Clark y el equipo de producción revisaron y perfeccionaron sus técnicas para la próxima serie, Five Revolutionary Painters, que atrajo a una audiencia considerable. El British Film Institute observa:
"Con la cámara de televisión paseando entre las pinturas (de Goya, Breughel, Caravaggio, Van Gogh y Rembrandt) y el urbano y confiado Clark transmitiendo su tremendo conocimiento en un inglés excepcionalmente claro, el espectador fue tratado con la esencia de lo que el pintor vio en su creación (lo que no era una tarea fácil en la era de la televisión en blanco y negro).
Para cuando en 1960 presentó un programa sobre Picasso, Clark perfeccionó aún más sus habilidades de presentación y se mostró tan relajado como autoritario. Siguieron dos series sobre arquitectura, que culminaron en un programa llamado The Royal Palaces of Britain en 1966, una empresa conjunta de ITV y la BBC, descrita como "el programa patrimonial más importante que se haya exhibido hasta la fecha en la televisión británica". The Guardian describió a Clark como "el hombre ideal para el trabajo: erudito, cortés y suavemente irónico". Los Royal Palaces, a diferencia de sus predecesores, fueron filmados en una película a color de 35 mm, pero la transmisión era aún en blanco y negro, y Clark se irritó. La BBC estaba por este tiempo planeando transmitir en color, y su contacto renovado con la corporación para esta película allanó el camino para su regreso eventual. [69] Mientras tanto, permaneció con ITV para una serie de 1966, Three Faces of France, presentando las obras de Courbet, Manet y Degas.

### Civilización, 1966-1969
Clark dijo sobre la génesis de Civilization: "No tenía una idea clara de lo que significaba "civilización", pero pensé que era preferible a la barbarie, y me imaginé que era el momento de decirlo."
David Attenborough, el controlador del nuevo segundo canal de televisión de la BBC, BBC2, estaba a cargo de la introducción de la transmisión en color en el Reino Unido, y concibió la idea de una serie sobre grandes pinturas como la abanderada de la televisión en color, y no tenía dudas de que Clark sería el mejor presentador para ello. Clark se sintió atraído por la sugerencia, pero al principio se negó a comprometerse. Más tarde recordó que lo que lo convenció de que debería participar fue el uso por parte de Attenborough de la palabra "civilización" para resumir de qué se trataría la serie.
La serie consistía en trece programas, cada uno de cincuenta minutos, escritos y presentados por Clark, que cubrían la civilización de Europa occidental desde el final de la Edad Media hasta principios del siglo XX. Como la civilización bajo consideración excluía a las culturas greco-romana, china y otras culturas históricamente importantes, se eligió un título que negaba la amplitud: Civilization: A Personal View por Kenneth Clark. Aunque se enfocaba principalmente en las artes visuales y la arquitectura, hubo secciones importantes sobre teatro, literatura, filosofía y movimientos sociopolíticos. Clark quería incluir más sobre la ley y la filosofía, pero "no podía pensar en ninguna forma de hacerlos visualmente interesantes".

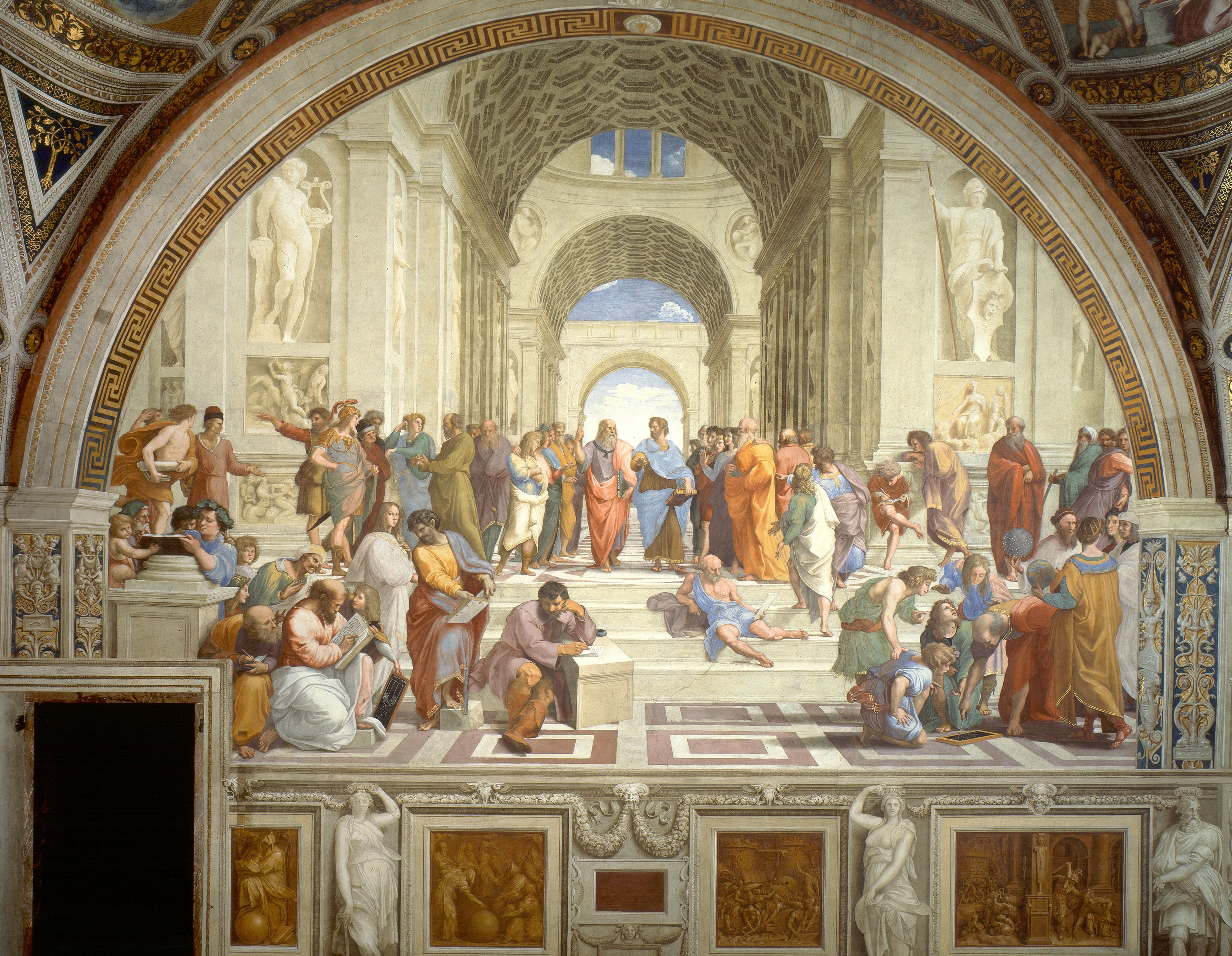
"La Escuela de Atenas" de Rafael Sanzio da Urbino, reproducida en la portada del libro y las versiones en DVD de Civilization

Después de la antipatía mutua inicial, Clark y su director principal, Michael Gill, establecieron una relación de trabajo agradable. Ellos y su equipo de producción pasaron tres años desde 1966 filmando en ciento diecisiete locaciones en trece países. La filmación cumplió con los más altos estándares técnicos de la época y rápidamente rebasó el presupuesto; costó 500.000 libras en el momento en que se completó. Attenborough reajustó sus horarios de transmisión para repartir el costo.
The New Yorker dijo de Civilization: "Los académicos tenían sus comprensibles objeciones, pero para el público en general, la serie era algo así como una revelación. Las exhibiciones de arte y museos en Inglaterra y los Estados Unidos informaron una oleada de visitantes después de cada episodio."

Edouard Manet. Autorretrato

Hubo quejas, entonces y más tarde, que al centrarse en una elección tradicional de los grandes artistas a lo largo de los siglos -todos hombres- Clark había descuidado a las mujeres, y presentó "una saga de nombres nobles y objetos sublimes con poca consideración por la formación de fuerzas de la economía o la política práctica ". Su modus operandi fue apodado "el gran enfoque del hombre", y se describió a sí mismo en la pantalla como un héroe-adorador:
"Tengo una cantidad de creencias que han sido repudiadas por los intelectos más vivos de nuestro tiempo. Creo que el orden es mejor que el caos, la creación es mejor que la destrucción. Prefiero la dulzura a la violencia, el perdón a la vendetta. En general, creo que el conocimiento es preferible a la ignorancia, y estoy seguro de que la simpatía humana es más valiosa que la ideología." 
El locutor Huw Wheldon creía que Civilization era "una serie realmente grandiosa, una obra importante ... la primera obra magna intentada y realizada en términos de TV". Hubo una opinión generalizada entre los críticos, incluyendo algunos poco comprensivos con las elecciones de Clark, que el rodaje estableció nuevos estándares. Civilización atrajo a los televidentes sin precedentes para una serie de arte elevada: 2,5 millones de espectadores en Gran Bretaña y 5 millones en los EE. UU., y la BBC siguió vendiendo miles de copias del conjunto de DVD de Civilization todos los años. En 2016, The New Yorker se hizo eco de las palabras de John Betjeman, describiendo a Clark como "el hombre que hizo la mejor tele que jamás haya visto".

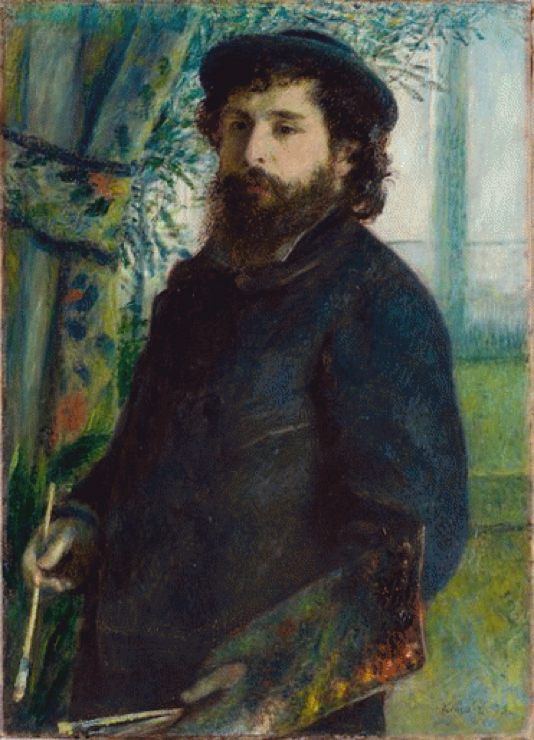
Pierre-Auguste Renoir, 1875, Retrato de Claude Monet, Musée d'Orsay, París

El British Film Institute observa cómo Civilization cambió la forma de la televisión cultural, estableciendo el estándar para series documentales posteriores, desde la de Alastair Cooke, America (1972) y la de Jacob Bronowski, The Ascent of Man (1973) hasta la actualidad.

### Años posteriores: 1970-1983
Clark hizo una serie de seis programas para ITV. Fueron llamados colectivamente Pioneros de la pintura moderna, y dirigidos por su hijo Colin. Se proyectaron en noviembre y diciembre de 1971, con un programa en cada uno de Manet, Cezanne, Monet, Seurat, Rousseau y Munch. Aunque se mostraron en la televisión comercial, no hubo pausas publicitarias durante cada programa. Con la ayuda de una subvención del National Endowment for the Humanities, la National Gallery of Art en Washington D. C. adquirió copias de la serie y las distribuyó a los institutos y universidades de todo Estados Unidos.

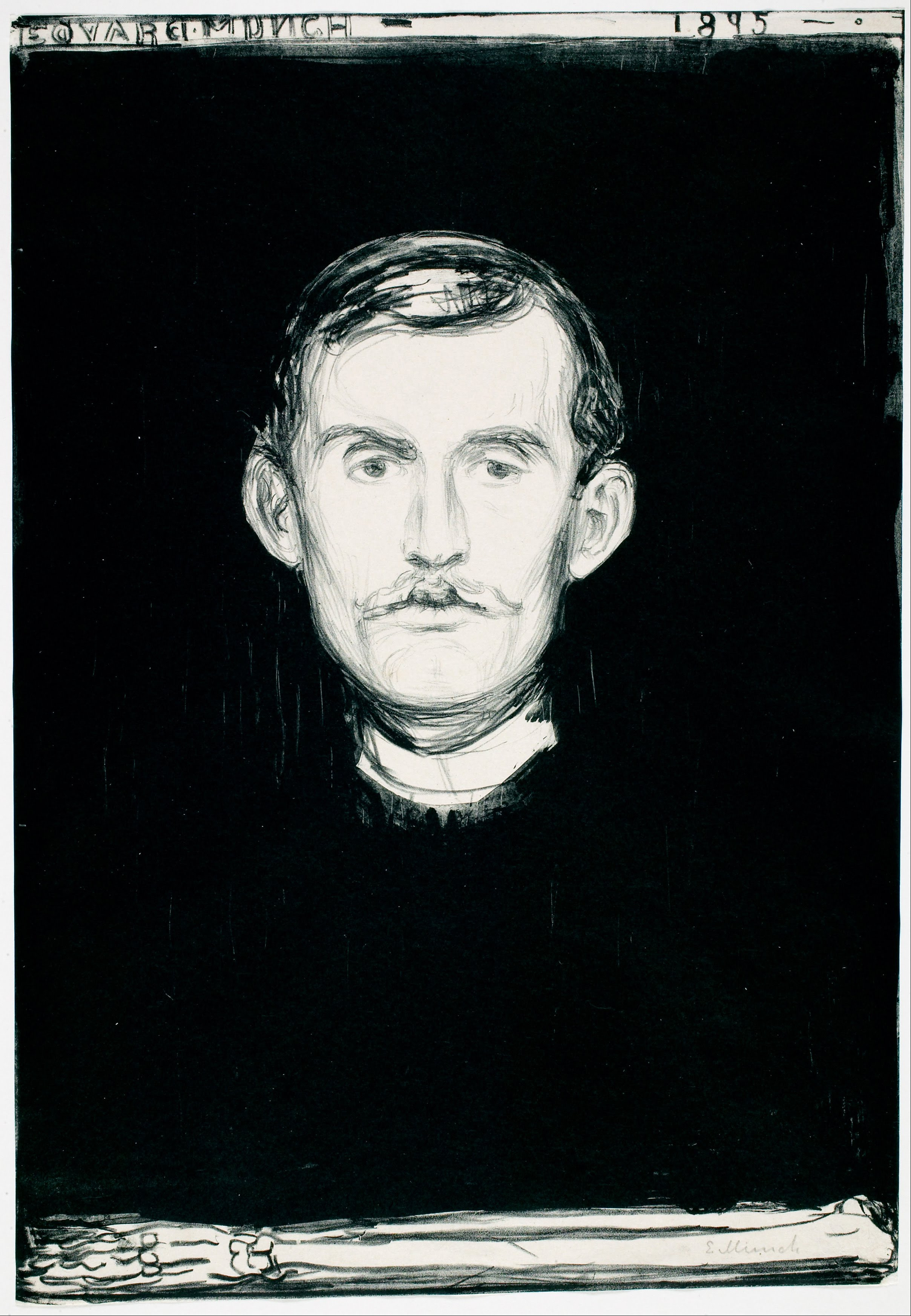
Edvard Munch - Self-Portrait (1895) Google Art Project

Cinco años más tarde, Clark regresó a la BBC, presentando cinco programas sobre Rembrandt. La serie, dirigida por Colin Clark, consideró varios aspectos del trabajo del pintor, desde sus autorretratos hasta sus escenas bíblicas. La National Gallery observa sobre esta serie, "Estas conferencias de historia del arte son un estudio autorizado de Rembrandt y presentan ejemplos de su obra en más de cincuenta museos".
Clark fue canciller de la Universidad de York de 1967 a 1978 y fideicomisario del Museo Británico. Durante sus últimos diez años, escribió trece libros. Además de algunos sobre sus investigaciones para sus conferencias y series de televisión, hubo dos volúmenes de memorias, Another Part of the Wood (1974) y The Other Half (1977). Fue conocido a lo largo de su vida por su fachada impenetrable y su carácter enigmático, que se reflejaron en los dos libros autobiográficos: Piper los describe como "elegantes y sutilmente pulidos, a veces muy conmovedores, a menudo muy graciosos [pero] algo distanciados, como si fueran sobre otro".
En sus últimos años, Clark sufrió de arteriosclerosis. Murió a la edad de setenta y nueve años en una residencia de ancianos en Hythe, Kent, después de una caída.

## Obras principales
- The Gothic Revival (1928)
- Catalogue of the Windsor Leonardo Drawings (1935)
- Leonardo da Vinci (1939)
- Piero della Francesca (1951)
- Landscape into Art (1949)
- Moments of Vision (1954)
- The Nude (1956)
- Looking at Pictures (1960)
- Ruskin Today (1964)
- Rembrandt and the Italian Renaissance (1966)
- Civilisation: A Personal View (1969)
- Blake and Visionary Art (1973)
- Another Part of the Wood (1974)
- Animals and Men (1977)
- The Other Half (1977)
- What is a Masterpiece? (1979)
- Feminine Beauty (1980)
- The Romantic Rebellion (1986)